# Тринитацкий, Алексей Игоревич
Алексе́й И́горевич Тринита́цкий (10 января 1985, Домодедово) — российский футболист, полузащитник.

## Карьера
Воспитанник футбольной школы «Торпедо-ЗИЛ» (Москва). Первый тренер — Николай Савичев. Первый взрослый контракт подписал с раменским «Сатурном». В РФПЛ дебютировал 14 июля 2004 года в домашнем матче против ярославского «Шинника» (0:0), отыграв 38 минут. Всего в премьер-лиге России сыграл 2 матча за «Сатурн» и один матч за «Спартак-Нальчик».
В 2007—2010 годах выступал за границей за латвийский «Динабург» (Даугавпилс) и молдавскую «Дачию» (Кишинёв). Серебряный призёр чемпионата и финалист Кубка Молдавии — 2008/09 в составе «Дачии». Также играл в первом дивизионе России за «Спартак» (Нижний Новгород) и «Балтику» (Калининград), во втором дивизионе за «Калугу», «Долгопрудный», «Волгу» (Ульяновск).